# Storabborrtjärnen (Tännäs socken, Härjedalen)
Storabborrtjärnen är en sjö i Härjedalens kommun i Härjedalen och ingår i Ljusnans huvudavrinningsområde. Sjön har en area på 0,132 kvadratkilometer och ligger 772,3 meter över havet. Storabborrtjärnen ligger i Rogen Natura 2000-område. Vid provfiske har abborre och gädda fångats i sjön.

## Delavrinningsområde
Storabborrtjärnen ingår i det delavrinningsområde (691614-133578) som SMHI kallar för Inloppet i Östra Abborrvikarna. Medelhöjden är 779 meter över havet och ytan är 1,07 kvadratkilometer. Räknas de 4 avrinningsområdena uppströms in blir den ackumulerade arean 11,37 kvadratkilometer. Vattendraget som avvattnar avrinningsområdet har biflödesordning 4, vilket innebär att vattnet flödar genom totalt 4 vattendrag innan det når havet efter 396 kilometer. Avrinningsområdet består mestadels av skog (87 procent). Avrinningsområdet har 0,13 kvadratkilometer vattenytor vilket ger det en sjöprocent på 12,5 procent.